# チャールズ・シーガー
チャールズ・シーガーとして知られるチャールズ・ルイス・シーガー・ジュニア（英語: Charles Louis Seeger, Jr.、1886年12月14日 - 1979年2月7日）はアメリカ合衆国の音楽学者、作曲家、教師である。

## 経歴
1908年にハーバード大学を卒業し、ドイツのケルンに渡って研究と指揮に取り組んだ後、1912年から1916年までカリフォルニア大学バークレー校で音楽の教授を務めたが、アメリカ合衆国の第一次世界大戦参戦を公然と批判したため大学から解雇された。シーガーの弟アラン・シーガーは、1916年7月4日に、フランス外人部隊の一員として戦闘中に戦死している。
次いで、1921年から1933年までニューヨークの音楽芸術研究所(The Institute of Musical Art)(後のジュリアード学院)で、また1931年から1935年まで社会調査新学校(後のニュースクール大学)でも教鞭をとった。
1936年にはワシントンD.C.で、再定住局(後に農業安定局)の特殊技能部門音楽分野の技術アドバイザーとして働くようになった。
この頃までは、アメリカ共産党の党員であったが、1938年に離党したとされる。
1935年から1953年まで、連邦政府の再定住局、雇用促進局、汎米連合(後の米州機構)などに複数の肩書きをもち、そのひとつとして雇用促進局の連邦音楽プロジェクトの行政官も務めていたが、シーガーの妻ルース・クロフォード＝シーガーも1938年から1940年まで同じ部局で働いた。また、1949年から1950年まで、イェール大学の音楽学部で音楽理論の客員教授を務めた。
1957年から1961年までカリフォルニア大学ロサンゼルス校で教鞭をとり、1961年から1971年まで同校の民族音楽学研究所で研究専任の教授職を務めた。

## 家族
シーガーの最初の妻は、バイオリニストのコンスタンス・エドソン(Constance Edson)だったが、1927年に離婚した。息子たちの1人がフォーク歌手のピート・シーガーである。息子はあと2人、天文学者だったチャールズ3世(1912-2002)と、教育者のジョン(1914-2010)がいた。シーガーの2番目の妻は、作曲家で音楽家のルース・クロフォード＝シーガーで、彼女との間には、後に音楽で名声を得るペギーとマイクのほか、2人の娘バーバラとペニーが生まれた。

## 業績
シーガーの最も知られた業績は、不協和対位法(Dissonant counterpoint)の定式化である。
民族音楽学者のブルーノ・ネトルは、「シーガーは、音楽学を他の学問領域や文化領域に結び付ける、独自の中心的役割を果たした。この(シーガーの業績の)集成は、シーガーが真に音楽的に「偉大な才能の主」であったことを示しており、何よりも彼の多様な側面がよく表されている。」と評価している。